# Предикат (лингвистика)
Предика́т (лат. praedicatum — сказанное) в логике и лингвистике — сказуемое суждения, то, что высказывается (утверждается или отрицается) о субъекте. Предикат находится с субъектом в предикативном отношении и показывает наличие (отсутствие) у предмета некоторого признака.
В западноевропейской терминологии лингвистики (напр., англ. predicate и др.) используется не только в значении «предикат», но и в значении «сказуемое». В других языках, в том числе и русском, термин praedicatum был заменён калькой «сказуемое», таким образом логическая и грамматическая категории оказались разделены. То есть, «сказуемое» ассоциируется с формальной стороной (член предложения), а «предикат» — с содержательной, семантической стороной.
В лингвистике также говорят о синтаксических и семантических предикатах. Синтаксический предикат — это элемент поверхностной структуры, сказуемое. Семантический предикат же — ядро семантической конструкции (конфигурации), то есть конструкции, отображающей внеязыковую ситуацию, её ядерная семантема. Семантический предикат может быть представлен различными способами на уровне поверхностной структуры. Например, «Марья дарит сестре книгу», «Марья подарила сестре книгу» и даже «книга, подаренная сестре Марьей» семантически отражают одну и ту же ситуацию. То есть, между семантическим и синтаксическим предикатом нет взаимно-однозначного соответствия.

## Классификация
Предикаты могут принадлежать к следующим семантическим типам:
- таксономические — классифицируют предмет, например «Это животное — кошка»;
- реляционные — указывают отношение объекта к другим. Пример: «Авраам — отец Исаака»;
- характеризующие — указывают на постоянные, временные, динамические и т. п. признаки  объекта.

Характеризующий семантический тип является настолько общим, что может быть подвергнут дальнейшей классификации. Например, оценочные, локализации во времени и пространстве, причинной обусловленности и т. д., с возможностями дальнейшей, более тонкой классификации.
Например, «Мишка на Севере» — предикат локализации, «Климат на Севере суровый» — оценочный предикат, «сад чёрный от высоких лип» (К.Паустовский, рассказ «Дождливый рассвет») — предикат причинной обусловленности.
Предикаты можно классифицировать и по другим признакам:
- тип субъекта — низший/высший порядок от материальных до нематериальных сущностей;
- местность — одноместный, двуместный и т. д. по числу актантов, например: «Кошка — бела», «Климат на севере суровый» — в этих предложениях одноместные предикаты; …

## Примеры
В суждении «Белая кошка прыгнула на стол» субъектом является «белая кошка», а (двуместным) предикатом — «прыгнула на стол».